# Сытинский переулок
Сы́тинский переу́лок — улица в центре Москвы в Пресненском и Тверском районах между Большим Палашёвским переулком и Тверским бульваром.

## Происхождение названия

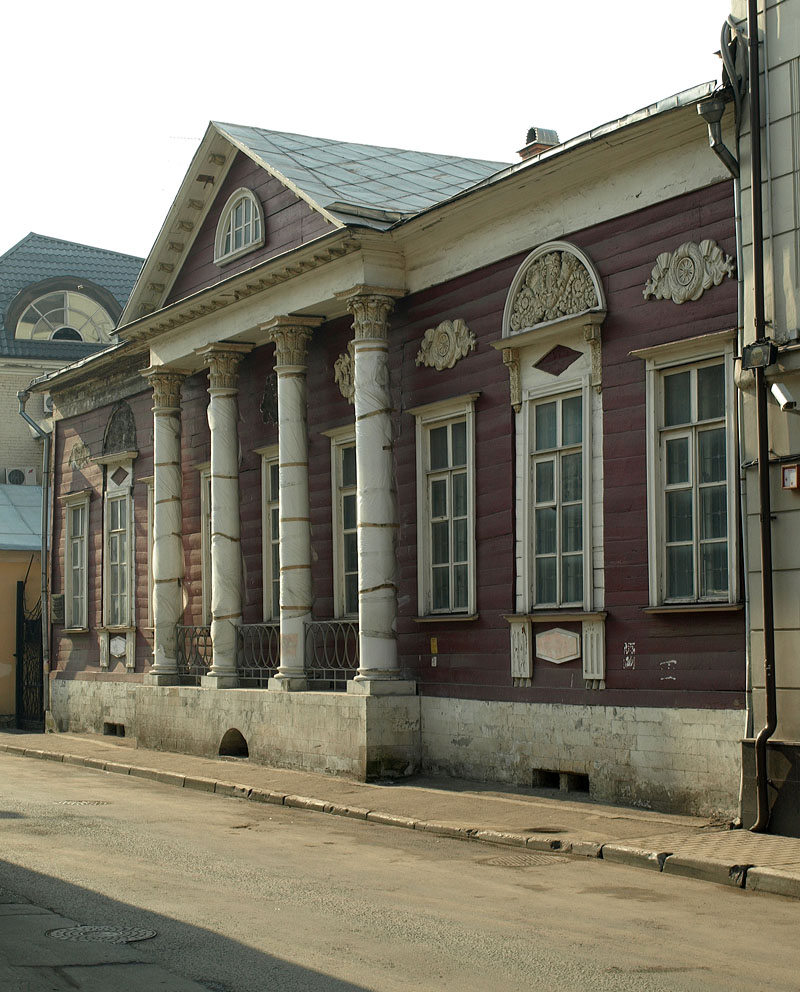
Сытинский переулок, 5. Дом Сытина (1804).

Ранее назывался Винюхов переулок по фамилии домовладельца. С начала XIX века называется Сытинский переулок по фамилии более позднего домовладельца, капрала Измайловского полка П. Н. Сытина.

## Описание
Сытинский переулок начинается с внешней стороны Тверского бульвара, проходит на северо-запад, пересекает Большую Бронную, слева к нему примыкает Сытинский тупик, справа — Малый Палашёвский переулок, заканчивается на Большом Палашёвском переулке.

## Здания и сооружения

### По нечётной стороне
- № 3/25 — филиал Московского драматического театра имени А. С. Пушкина.
- № 3/25, стр. 1 — Русский земельный банк.
- № 5/10
  - стр. 1  памятник архитектуры федерального значения — Флигель городской усадьбы дворян Сытиных, кон. XVIII — 1-я пол. XIX вв.[1] Во флигеле усадьбы находится Национальный союз библиофилов и редакция «Про книги. Журнал библиофила».
  - стр. 2  памятник архитектуры федерального значения — Службы городской усадьбы дворян Сытиных, кон. XVIII — 1-я пол. XIX вв.[2]
  - стр. 4 — доходный дом (1903, архитектор А. Н. Соколов).
  - стр. 5  памятник архитектуры федерального значения — Главный дом городской усадьбы дворян Сытиных[3] , выстроен из дерева на каменном цоколе в 1806 году. Пережил пожар 1812 года. От первоначального оформления дома сохранился четырехколонный коринфский портик, а после Отечественной войны главный фасад был декорирован лепными орнаментами в стиле ампир. Усадебные флигели (сохранились два из трех) выстроены в камне. Главный дом несколько лет пустует, что чрезвычайно опасно для деревянного памятника. С фасада исчезла часть лепнины. В 2011 году Правительство Москвы передавало дом в аренду Фонду св. апостола Андрея Первозванного, с условием проведения реставрации в течение трех лет, однако работы не были начаты. В октябре 2015 года дом был выставлен на торги для аренды по программе «Рубль за метр», победителем стало ООО «ГАЛС». В июне 2016 года опубликован акт Государственной историко-культурной экспертизы[4] на проект реставрации с размещением «офиса представительского класса»[5]. Пользователь должен провести работы по сохранению в срок до 25 июня 2019 г. Подрядчик, ООО «Альянс Строй», ведет согласованные работы по реставрации здания и его приспособлению для современного использования. В сентябре 2019 года официально сообщили о завершении реставрации.[6]

### По чётной стороне
- № 4 — доходный дом (1902, архитектор Л. А. Херсонский).
- № 8/2 — доходный дом (ок. 1900, архитектор В. Ф. Жигардлович).